# حامد أحمدي
حامد أحمدي (بالفارسية: حمید احمدی) هو عضو هيئة تدريس جامعية ‏ وكاتب ومؤرخ إيراني، ولد في 15 أبريل 1945 في مشهد في إيران.